# برایان ویلسون (تنیس‌باز)
 برایان ویلسون (انگلیسی: Brian Wilson؛ زاده ۲۳ مهٔ ۱۹۸۲) یک تنیس‌باز اهل ایالات متحده آمریکا است. 